# Ukradena življenja
Ukradena življenja (izvirno Vidas robadas) je argentinska telenovela, ki jo je Telefe predvajal med 3. marcem 2008 in 29. oktobrom 2008.

## Sezone
| Sezone   | Epizode | Prvič predvajano na Telefe       | Prvič predvajano na TV3            |
| -------- | ------- | -------------------------------- | ---------------------------------- |
| 1.sezona | 131     | 3. marec 2008 – 29. oktober 2008 | 25. februar 2010 – 26. avgust 2010 |

### Zgodba
Bautista je forenzični antropolog, ki se znajde v vrtincu trgovanja s človeškimi življenji. Bautista se skuša boriti proti t. i. trgovini z ljudmi na karseda moder in preudaren način, upoštevaje vse zveze in znanje. Na drzni poklicni poti nekega dne v njegovo življenje vstopi lepa Ana. Strastna ljubezenska zgodba se takoj prične.
Bautista je sicer nekoč že na vso moč ljubil osebo, ki je celo postala njegova žena, a jo je po tragični nesreči izgubil. Poleg izgube žene ima življenje zanj pripravljenih še nekaj neljubih presenečenj. Bautista se počasi srečuje z nemalo skrivnostmi, ki prihajajo nasproti.
Žalovanje za ljubljeno se je sprva zdelo neskončno, nato pa je vendar tudi na njegovo ranjeno in žalostno srce posijal žarek sonca. Usodno srečanje z Ano, mlado fotografinjo in poročeno žensko, mu prinese nekaj novega. Ana je v zakonu z Nicolasom žrtev psihičnega nasilja, situacija je zanjo še toliko bolj nevzdržna, ker je Nicolas v službi Aninega očeta Astorja Monserrata. Neskončni prepiri med zetom in tastom se še poglobijo, ko Astor izve za Nicolasovo nasilje nad Ano. Astor se zeta želi znebiti, a Nicolas uspe ustvariti ime v tem poslu, kar oba poveže z medsebojno nevidno nitjo.
Ana in Bautista se na smrt zaljubita. Ko želita naprej v njuni zvezi, se Bautista sooči z resnico družine, katere hčerko neskončno ljubi. Skupaj se bosta spopadla tudi s krutimi dejstvi in skupaj z Rosario ter njeno nesebično pomočjo krmarila po poti do skupne sreče in zmagoslavja pravičnosti ter razkrivanja zlih dejanj skupaj z njihovimi povzročitelji. Temačno stran življenja jima bo s skupnimi močmi uspelo potisniti v ozadje in naposled bosta lahko skupaj užila srečo ter zadovoljstvo, ko bo pravici vendarle zadoščeno.

## Glavni igralci
- Facundo Arana - Bautista Amaya
- Soledad Silveyra - Rosario Soler
- Juan Gil Navarro - Nicolas Duarte
- Mónica Antonópulos - Ana Monserrat
- Virginia Innocenti - Nacha
- Romina Ricci - Inés
- Jorge Marrale - Astor Monserrat

## Nagrade in priznanja
- 2009 Nagradi Premio Martín Fierro (igralka Soledad Silveyra; igralec Jorge Marrale)